# Гамбургский кунстхалле

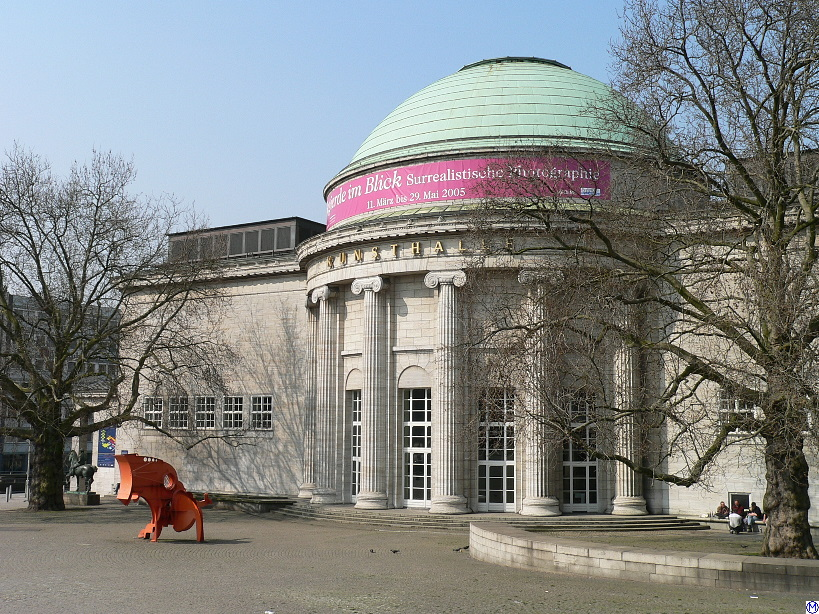
Музейное здание с куполом

Гамбургский кунстхалле (нем. Hamburger Kunsthalle) — художественный музей в Гамбурге.
Музей размещается в двух соединённых между собой зданиях, расположенных между центральным железнодорожным вокзалом и набережной реки Альстер на месте некогда защищавшей город крепостной стены. Общая выставочная площадь музея составляет более 13 000 м². Традиционно центральное место в гамбургском Кунстхалле занимает коллекция XIX в. Однако в музее также есть отдел старых мастеров и модернизма. Под произведения современного искусства выделен целый комплекс зданий. В Гравюрном кабинете хранятся более 100 000 листов.

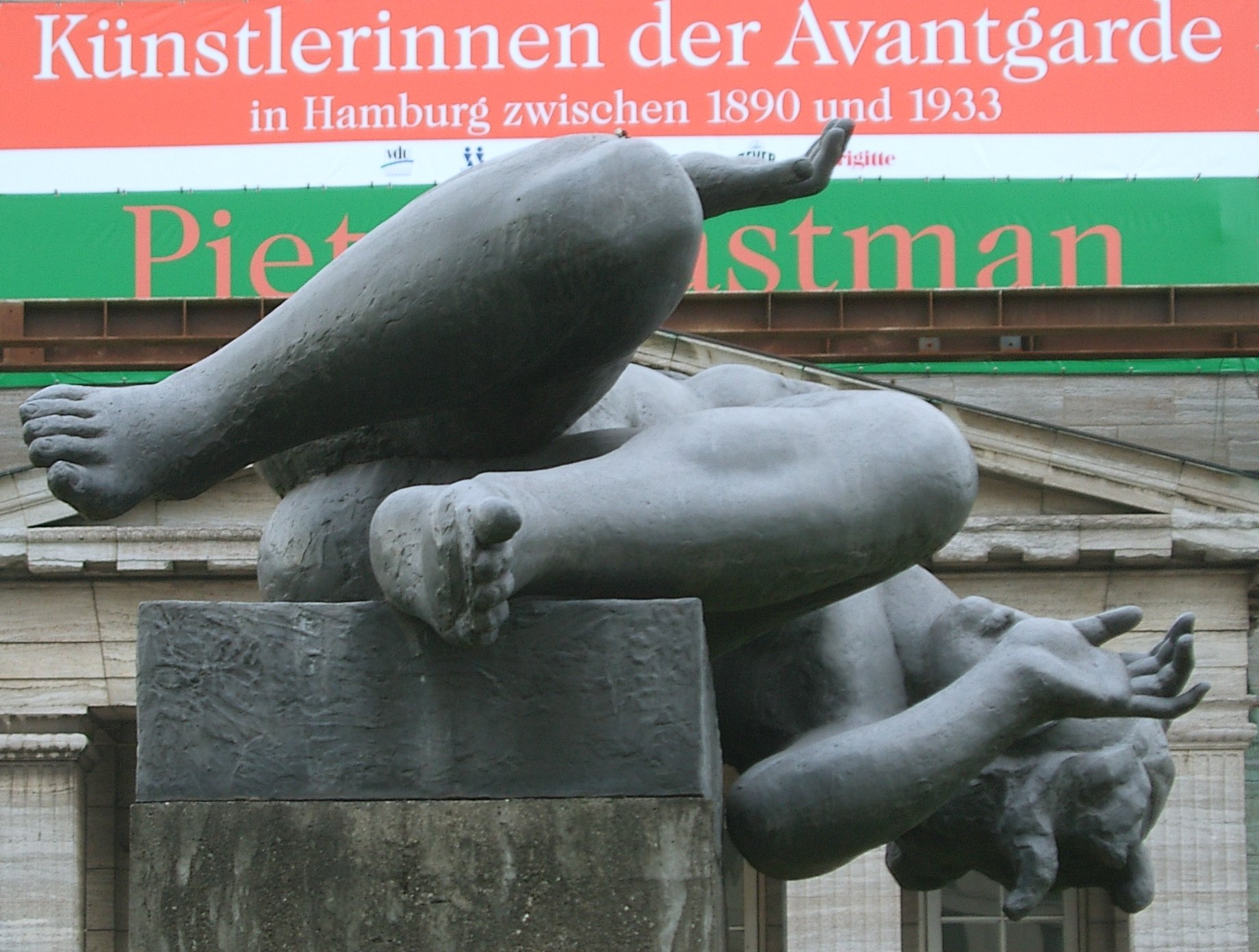
Аристид Майоль. Река. 1939

## История и музейное здание
Инициатива создания в Гамбурге художественного музея принадлежала жителям города, которых с 1817 года объединял союз любителей искусства. В 1846 году они выступили с соответствующим требованиям к городским властям. Город выделил земельный участок, на котором в 1863—1869 годах под руководством архитекторов Георга Теодора Ширрмахера и Германа фон дер Худе было построено кирпичное здание Кунстхалле. К нему в 1912—1921 годах архитектором Фрицем Шумахером был пристроен флигель из ракушечного известняка с запоминающимся куполом. В 1937 году 74 произведения искусства гамбургского Кунстхалле были названы дегенеративным искусством и конфискованы.
В июле 1978 года, когда для проведения ремонтных работ в музее была отключена сигнализация, из гамбургского Кунстхалле было похищено 22 картины общей стоимостью около 2 млн немецких марок. В 1995 году комплекс музейных зданий пополнился «Галереей современности», прямоугольным зданием из песчаника по проекту Освальда Матиаса Унгерса.
В первые годы своего существования коллекция музея пополнялась за счёт подаренных произведений искусства, отвечающих вкусам своего времени. Лишь благодаря первому директору Кунстхалле Альфреду Лихтварку, вступившему в должность в 1886 году, подход к коллекции Кунстхалле стал системным. В музее появился отдел средневекового искусства, представленного мастером Бертрамом, мастером Франке и Хинриком Фунхофом. Однако особое внимание при подборе экспонатов для художественного собрания уделялось искусству XIX в. Кунстхалле хранит произведения Макса Либермана, с которым дружил Лихтварк, Ловиса Коринта, Андерса Цорна, Эдуара Вюйара, Пьера Боннара и других художников, создававших виды Гамбурга. Теодор Хаген представлен несколькими пейзажами гамбургского порта. Альфред Лихтварк познакомил широкую общественность с творчеством Каспара Давида Фридриха, а также Филиппа Отто Рунге. Под руководством Лихтварка целенаправленно приобретались полотна современных художников Адольфа фон Менцеля и Вильгельма Лейбля. Коллекция голландских мастеров и Гравюрного кабинета возникли из произведений искусства, завещанных музею. Считается, что полотна импрессионистов появились в Гамбурге благодаря влиянию Макса Либермана. При Альфреде Лихтварке было также приобретено 2499 монет и медалей, часть которых представлена в Монетном кабинете. При преемнике Лихтварка Густаве Паули, возглавлявшем до этого Кунстхалле в Бремене, научный подход был применён к фондам Гравюрного кабинета. В коллекции появились работы известных художников-экспрессионистов Оскара Кокошки и Франца Марка.

## Галерея современности

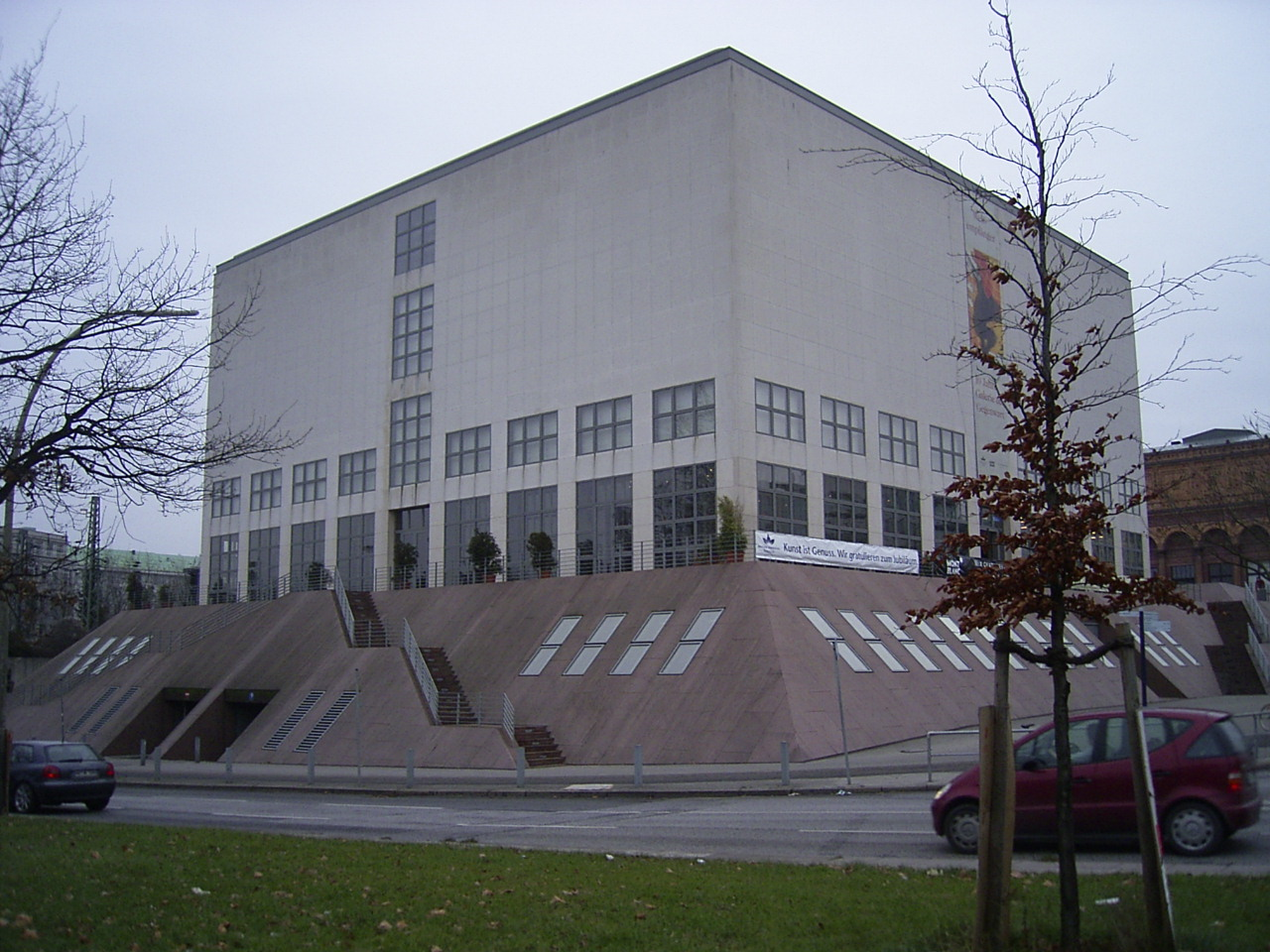
Здание Галереи современности

В построенном в 1995 году музейном здании недалеко от моста Ломбардсбрюкке (нем. Lombardsbrücke) проходят сменные выставки, посвящённые модернизму и поп-арту.

## Галерея

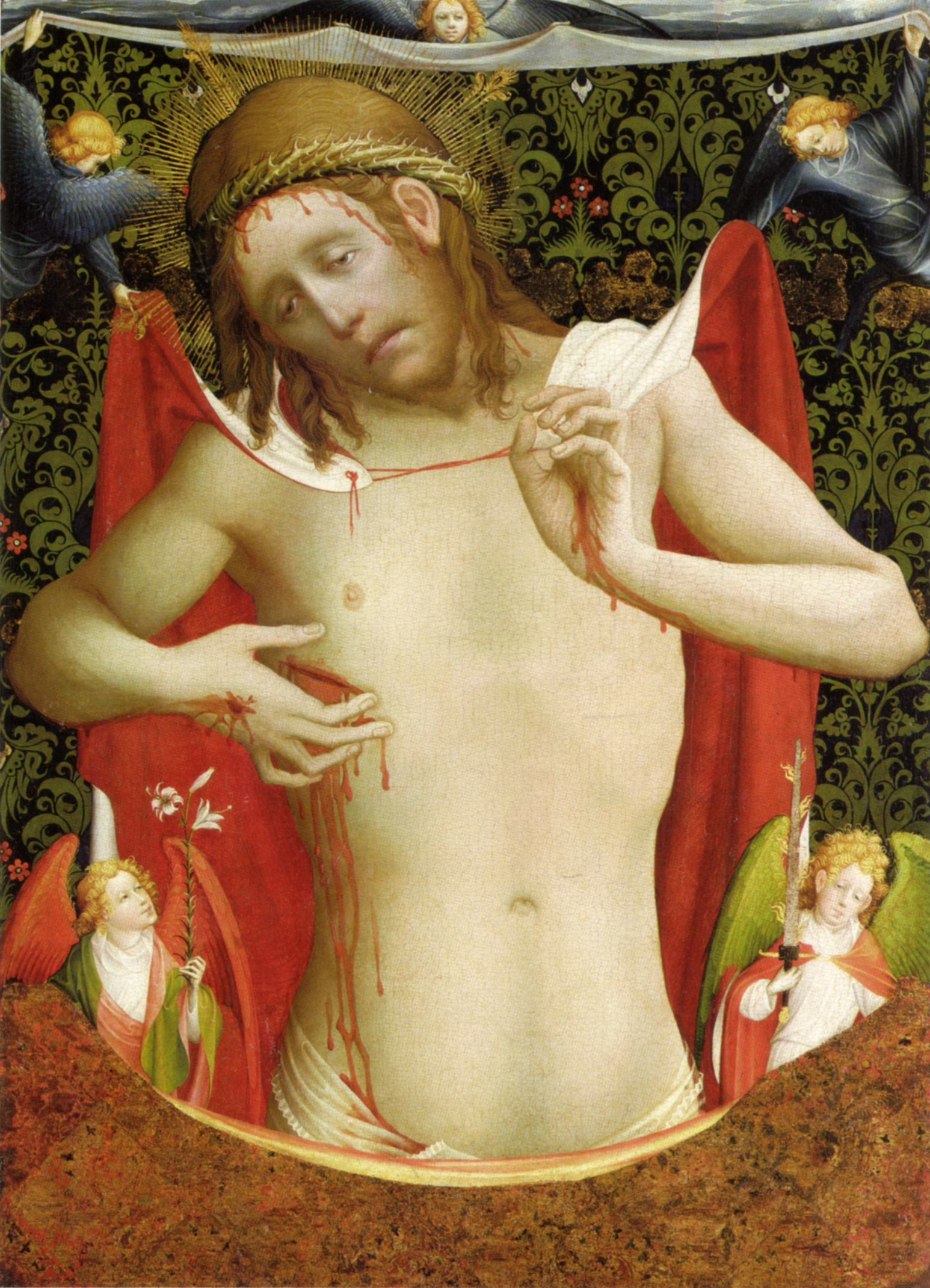
Мастер Франке. Муж скорбей. 1435
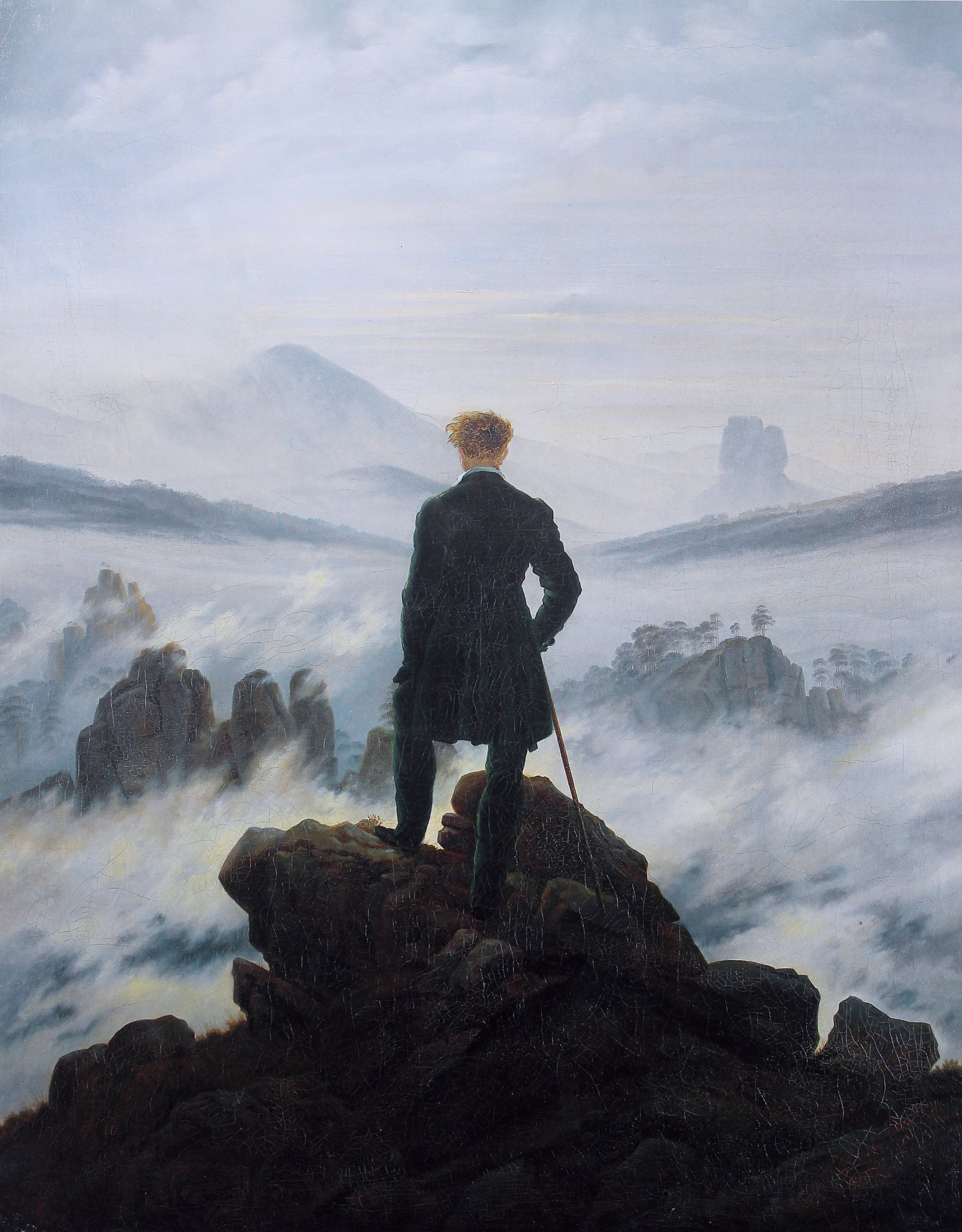
Каспар Давид Фридрих. Странник над морем тумана. 1818
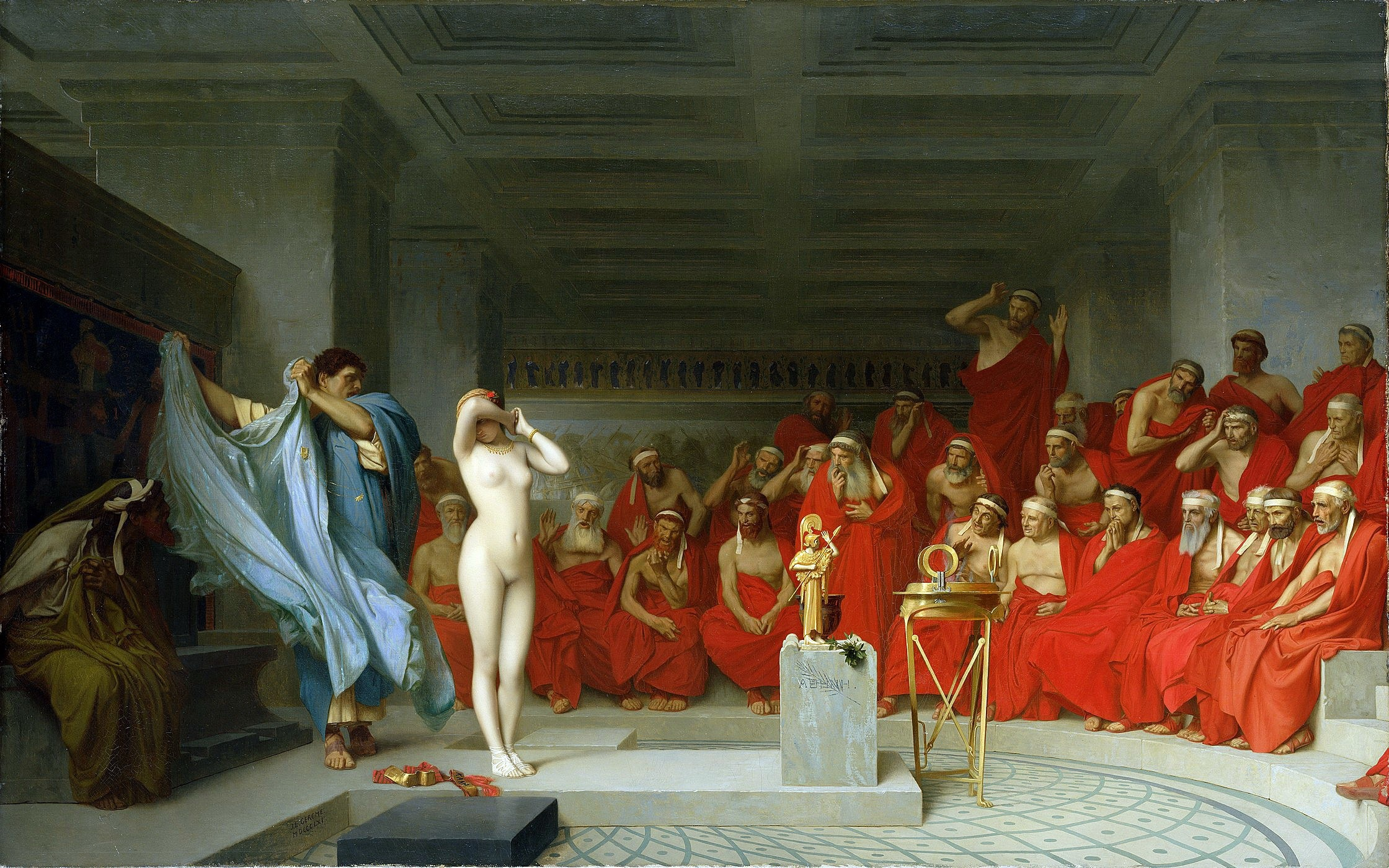
Жан-Леон Жером. Фрина перед Ареопагом. 1861